# Делтоид
Един четириъгълник е делтоид тогава и само тогава, когато е изпълнено кое да е от следните условия:
- четирите му страни могат да се разделят на две двойки съседни с еднаква дължина
- диагоналите му са перпендикулярни и единият разполовява другия
- четириъгълникът е симетричен относно някой от диагоналите си
- някой диагонал на четириъгълника разполовява ъглите при двата върха, които свързва

## Покрития и многостени
| Делтоиден икоситетраедър | Делтоиден хексаконтаедър | Делтоидно тришестоъгълно пано | Делтоидно триседмоъгълно пано | Делтоидно триосмоъгълно пано | Делтоидно трибезкрайноъгълно пано | Делтоидно четириседмоъгълно пано |